# Horolezectví

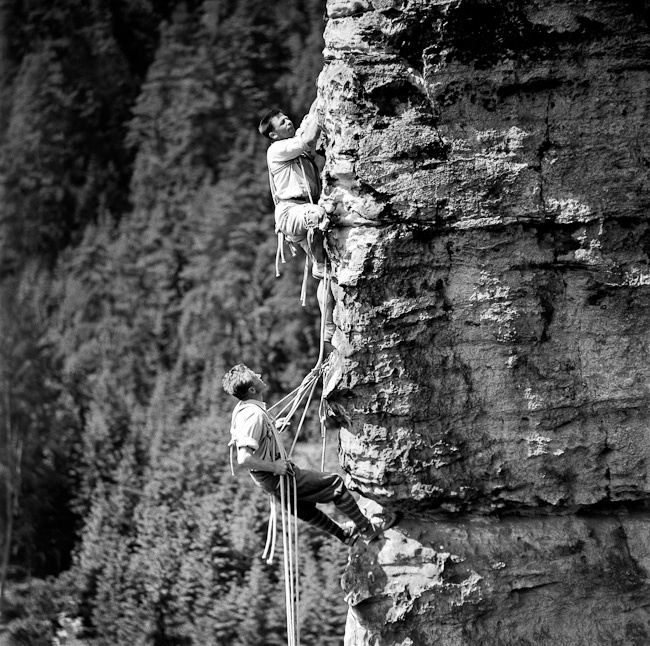
Skalák, Maják – Gotická hrana, 7. června 1959, lezci Svatoš a Cerman
foto Vilém Heckel

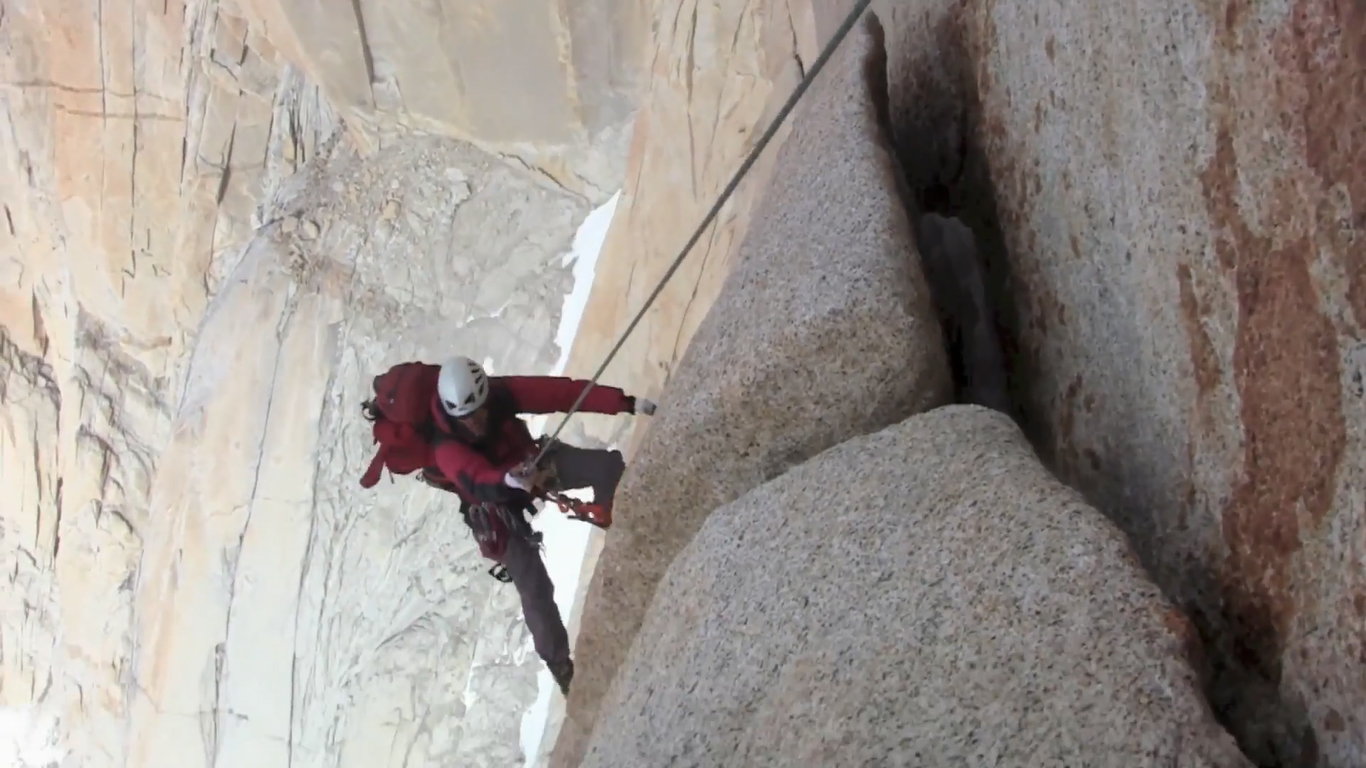
Horolezectví na Cerro Chaltén v Argentině

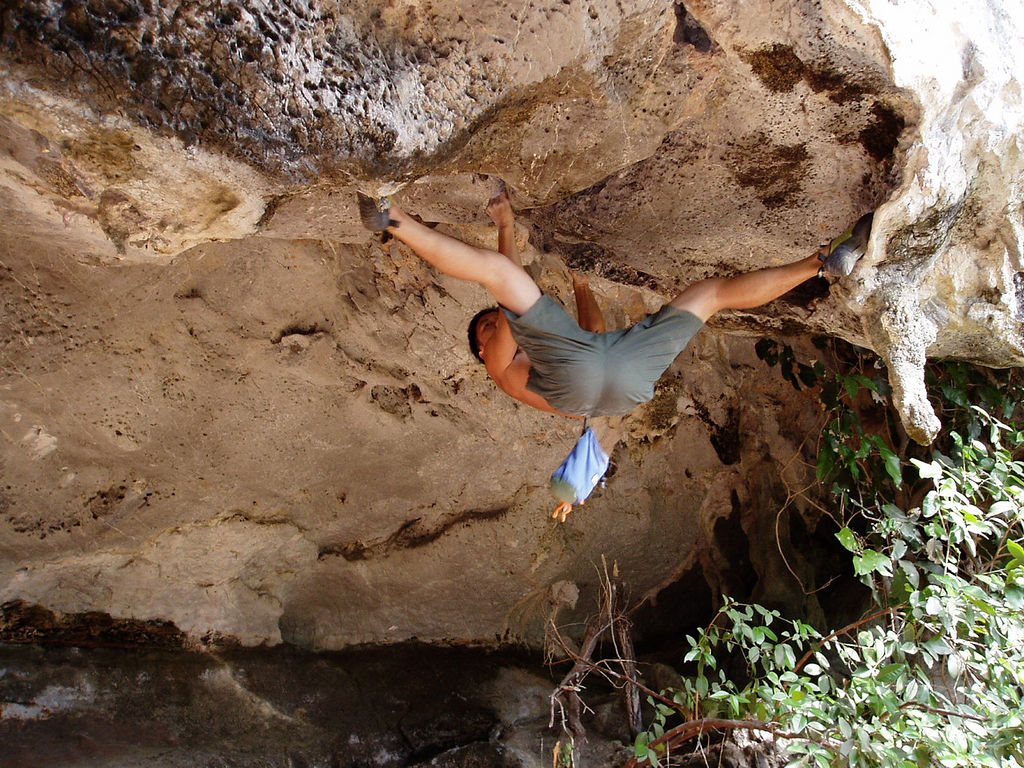
Boulderující lezec s pytlíkem na magnézium

Horolezectví je druh sportu, který zahrnuje širokou škálu činností, zejména vertikální pohyb v přírodním i umělém prostředí. U některých způsobů existují specifická pravidla lezení.

## Historie
Historie horolezení sahá do daleké minulosti, ale nejsou žádné záznamy o výstupech za účelem jiným než vojenským, ekonomickým či náboženským. Počátky horské turistiky se často kladou do 14. století. Filosof Jean Buridan zaznamenal, že každé léto vystoupilo mnoho lidí na provensálský Mont Ventoux. Když se tam roku 1336 dostal Francesco Petrarca, byl zprvu nadšen, ale později pochopil, jak nesmyslný byl jeho počin, vedený jalovou zvědavostí. Počátky specializovaného horolezení můžeme datovat do 16. století, kdy obzvlášt v Alpách začal vzkvétat lov kamzíků nebo sběr minerálů. Vědecká revoluce v 16. a 17. století zvýšila zájem o přírodní vědy a objevování, do značné míry podnítila vznik osvícenství, které přineslo nárůst občanských svobod a individualismu. Nástup romantismu ke konci 18. století byl sice v některých směrech jeho negací, ale zájem o přírodu a individuální prožitek se ještě zvýšil. Do hor začala přijíždět vzdělaná a dobře situovaná vrstva z měst a využívat znalostí a zkušeností místních obyvatel coby horských vůdců. Výstupem na Mont Blanc v roce 1786 začala objevitelská éra dobývání Alp.

### První příručka pro horolezce
První metodická příručka pro horolezce byla součástí rozsáhlého pojednání o Alpách, které v roce 1574 vydal Josias Simler z Curychu pod názvem: „De Alpibus commentarius“. To obsahovalo nejucelenější poznatky o geografických, morfologických, přírodních a povětrnostních podmínkách té doby. Kapitola „De Itinerum Alpinorum Difficultatibus et Periculis“ zahrnuje i řadu utříděných rad, například jak se vyrovnat s lavinovým nebezpečím, jak se vyhnout trhlinám na ledovcích, ale i jak používat lana a boty opatřené hroty.

### Začátky sportovního lezení
V průběhu 19. století začal duch objevitelství v Evropě postupně přerůstat ve sport. První sportovní cíle ležely především v Alpách, kde lze najít i jazykové kořeny mnoha horolezeckých termínů. Také lezení se středních horách se od té doby nazývá „alpinismus“. V dalším vývoji měly velký vliv profesní sdružení horských vůdců a horolezecké spolky. Prvním z nich byl londýnský Alpine Club, založený v roce 1857. Dobytí Matterhornu v roce 1865 se považuje za konec Zlaté éry alpinismu. V Alpách byla zdolána většina hlavních vrcholů a následovalo hledání nových obtížnějších cest. Objevitelská a dobyvatelská činnost se přesunula do vyšších, mimoevropských hor.

## Druhy horolezectví
Horolezectví lze dělit podle terénu, ve kterém se leze:
- bouldering, lezení bez lana obvykle nízko nad zemí.
- sportovní lezení krátkých cest na skalách.
- pískovcové lezení je specifická varianta sportovního lezení se zvláštními pravidly[2] a způsoby jištění[3] reflektujícími specifické vlastnosti pískovců.
- bigwall, vícedélkové až vícedenní cesty na skále.
- drytooling, překonávání skalních partií s mačkami a cepíny, jako při lezení ledů.
- výškové horolezectví (ve vysokých velehorách)
- buildering, lezení po budovách a mostech.
- závodní lezení, závodí se v boulderingu, lezení na obtížnost (lead), rychlolezení, ledolezení/drytoolingu na obtížnost, ledolezení na rychlost.
- volné lezení neboli free climbing, je způsob horolezectví, kdy lezec nevyužívá lezeckých pomůcek k postupu, ale jen k jištěn vůči pádu.
- lezení bez jištění neboli free solo climbing, je způsob horolezectví, kdy lezec nevyužívá lezeckých pomůcek ani k jištěn vůči pádu.

Horolezci nepůsobící v horách se někdy označují jen jako lezci. Pro pohyb v horách se také používá označení alpinismus, skialpinismus (kombinace horolezectví a lyžování) a jiné.
Různé podmínky přinášejí různé problémy i taktiky při jejich překonávání. Obecně horolezectví v horách přináší náročnější klimatické podmínky, větší nároky na odolnost a větší nebezpečí. Vysoká nadmořská výška znamená snížený tlak, nedostatek kyslíku a riziko výškové nemoci. Ve sportovně pojatém lezení na skalách, umělých stěnách a boulderingu se zase provádějí různé náročné pohyby („kroky“) vyžadující mimo jiné extrémní sílu a koordinaci pohybů s využitím přenášení váhy a rozkladu působení sil. Základem pohybu při lezení je pravidlo tří pevných bodů, některé pokročilejší techniky však nevyžadují oporu tří končetin při pohybu (například visy za ruce či koleno, dynamické skoky, nebo při drytoolingu zavěšení za koleno v lokti při visu za cepín).
Horolezci většinou používají horolezecké náčiní k zabránění úrazu a smrti následkem pádu. Mezi typické horolezecké náčiní patří například lano, karabina, cepín, sedací úvaz. 
Obecně se horolezectví považuje za nebezpečný sport, ale to platí jen pro určité způsoby lezení. Například lezení na umělé stěně nebo po pevné skále s fixním jištěním může být bezpečnější. 

## Vybavení horolezce
Nezbytné:
- znalosti, zkušenosti, fyzická zdatnost, odvaha a rozvaha

Obvykle též:
- horolezecké lano
- sedací úvaz, jinak též sedák
- lanová brzda nebo slaňovací osma – též jistící prostředek nebo jistítko (např. „kyblík“)[4]
- karabiny, expresky, smyčky
- lezečky nebo pohorky
- přilba

Podle druhu, délky a obtížnosti túry, případně osobních preferencí dále volitelně:
- čelová svítilna s dostatečným zdrojem energie
- magnésium v pytlíku (hovorově též „maglajz“ či „mágo“) – v pískovcových a některých dalších oblastech je zakázaný[5]
- vklíněnce
- blokanty
- průvodce či topo, navigační a komunikační prostředky
- batoh, lékárnička[6], nůž
- ochranné brýle
- láhev na vodu
- hrudní úvaz, též prsák

Dle druhu terénu případně navíc:
- jeden nebo dva cepíny a mačky
- skoby, kladivo nebo kladivocepín, šrouby do ledu

Podle délky túry přichází v úvahu ještě bivakovací vybavení:
- žďárák (nebo útočný stan), spací pytel, karimatka (případně závěsné lůžko), přenosný vařič, ešus a další předměty praktické denní potřeby podle délky výstupu, výšky a očekávaných teplot[7]

## Styly přelezu
Ve sportovně pojatém lezení je pro hodnotu výkonu důležitý tzv. styl přelezu.
- On sight (OS) – přelez stylem RP takzvaně na první pohled, tedy bez předchozího seznámení s cestou. Lezec nesmí ani pozorovat ostatní při zdolávání stejné trasy nebo si od nich nechat radit kroky. Je nejvýše uznávaným stylem pro přelezení cesty. V současné době se v důsledku lezení maximálně obtížných cest v převisech a stropech jako OS připouští i přelezy cest s trvale nainstalovanými expreskami v nýtech a za překážku se nepovažují ani obílené chyty od magnezia z předchozích přelezů, i když striktně vzato by měl být takovýto styl označen jako PP (viz dále). Důvodem pro tuto změnu je nemožnost vycvakávání expresek v silně převislých stěnách po každém pokusu.
- Flash – přelez stylem RP na první pokus bez odsednutí. Lezec už viděl cestu lézt někoho jiného (počítá se i zhlédnutí na videu), nebo mu někdo při lezení radí.
- Rot punkt, Red point (RP) – lezec je jištěn pomocí lana zdola, začíná pod cestou bez připravených expresek či jiných prostředků. Zakázáno je odpočívání na jistících bodech. Po případném pádu končí pokus o vylezení dané cesty. Lezec má možnost se s cestou blíže seznámit ještě před nástupem. V současné době se v důsledku lezení maximálně obtížných cest v převisech a stropech jako RP připouští i přelezy cest s trvale nainstalovanými expreskami v nýtech, i když striktně vzato by měl být takovýto styl označen jako PP (viz dále). Důvodem pro tuto změnu je nemožnost vycvakávání expresek v silně převislých stěnách po každém pokusu.
- Pink point (PP) – lezec je jištěn pomocí lana zdola, v jistících bodech už jsou nacvakány expresky, což činí výstup poněkud lehčím než v případě RP. Zakázáno je odpočívání na jistících bodech. Po případném pádu končí pokus o vylezení dané cesty. Lezec má možnost se s cestou blíže seznámit ještě před nástupem.
- Rotkreuz (RK, též Red Cross, jojo) – po pádu lezec nechá lano v posledním dosaženém jištění a po spuštění do místa, kde se dá stát bez pomoci rukou (no hand rest), případně na zem, cestu doleze bez odpočinku.
- All free (AF) – povolen je odpočinek na jistících bodech, po pádu se může pokračovat ve výstupu a je možnost prostudovat si plánovanou trasu.
- Top rope (TR nebo Red circle, RC) – lezec je jištěn pomocí lana shora, které prochází jištěním nad lezcem. Ten se tak nevystavuje riziku pádu, s výjimkou kyvadlového pádu, pokud není jištění přímo nad lezcem.
- Free solo (FS) – lezec není nijak jištěn. Oproti jiným způsobům je psychicky náročnější a riskantnější. Vzhledem k psychické náročnosti jde o nejnáročnější způsob přelezení, vzhledem k rizikům není příliš praktikován. Poněkud bezpečnější verzí je Deep water solo (DWS), kdy se bez jakéhokoli jištění zdolávají cesty nad hlubokou vodou. Lezec zde riskuje pouze pád do vody.